# Dugongo
O dugongo (nome científico: Dugong dugon) é o menor membro da ordem Sirenia, uma ordem de mamíferos marinhos que inclui igualmente o peixe-boi ou vaca marinha. É o único representante vivo da família Dugongidae, todos outros membros tendo sido extintos. O nome dugongo vem da palavra malaia duyung, que significa sereia. Podem atingir os três metros de comprimento e quinhentos quilogramas de peso.
A espécie habitou em tempos todas as regiões tropicais dos Oceanos Índico e Pacífico, mas hoje em dia a sua distribuição é mais limitada, e a UICN classifica a espécie como vulnerável à extinção, devido à caça por carne e óleo. As principais populações vivem na Grande Barreira de Coral ao largo da Austrália e no Estreito de Torres. Existe também uma população viável no Parque Nacional do Bazaruto, em Moçambique, a última do Oceano Índico ocidental.
Os dugongos, ao contrário dos triquequídeos, possuem dentes afiados e são capazes de caçar pequenos animais, como lagostas e outros crustáceos.

## Etimologia e taxonomia
A palavra "dugongo" é derivada do termo tagalo dugong, que por sua vez foi adotado do idioma malaio duyung, ambos significando "dona do mar". Outros nomes locais incluem "vaca do mar", "porco do mar", e "camelo do mar".
Dugongo dugon é a única espécie não extinta da família Dugongidae, e uma das quatro espécies não extintas da ordem Sirenia, as outras formando a família do Peixe-boi. Foi primeiramente classificada por Philipp Ludwig Statius Müller em 1766 como Trichechus dugon.
Dugongos e outros sirénios não são semelhantes a outros mamíferos marinhos, sendo mais próximos dos elefantes.

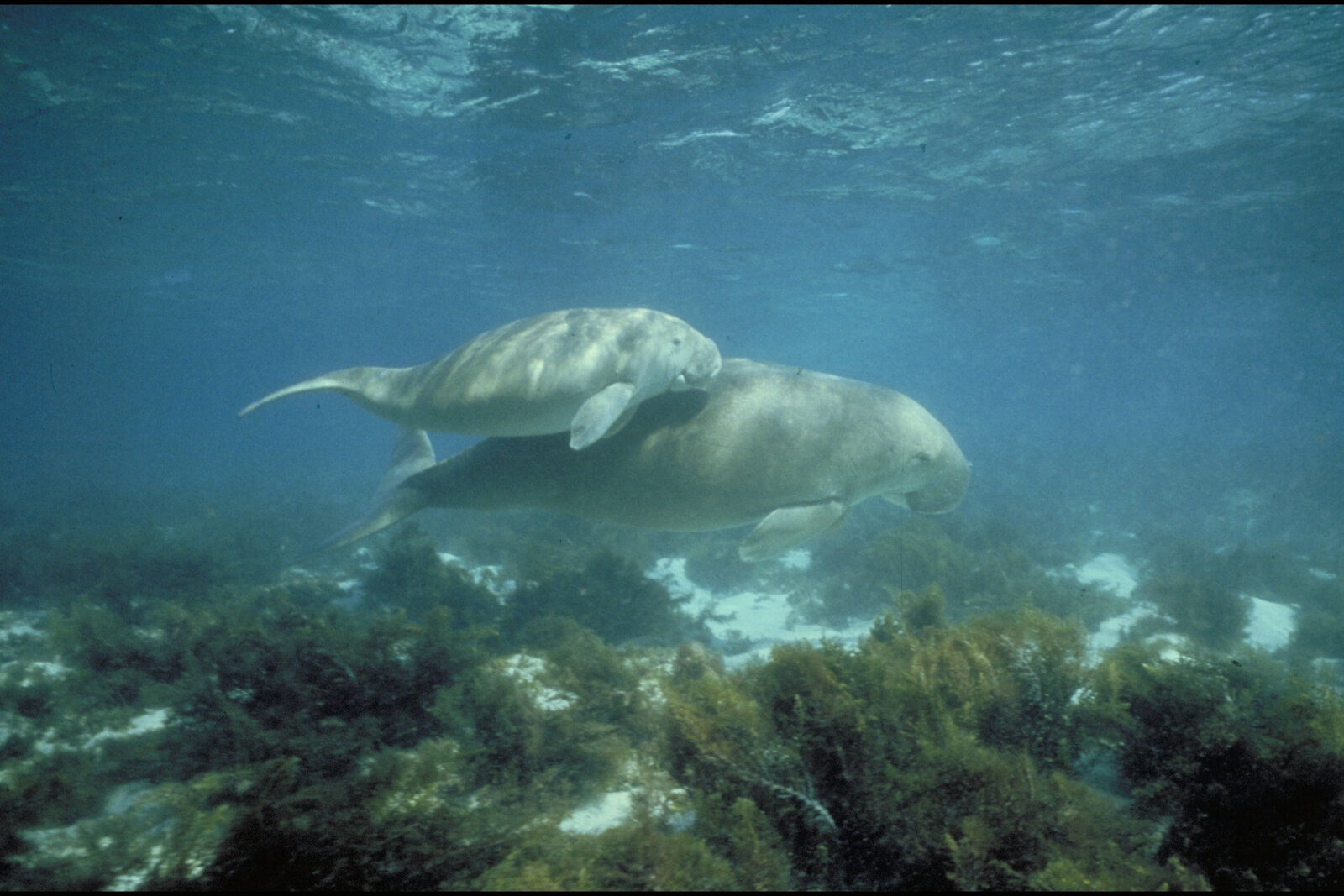
Dois dugongos